# Cortes de Viseu de 1391
A reunião das Cortes de Viseu de 1391 residiu na necessidade de D. João I lançar novo pedido para enfrentar as crescentes despesas da guerra com Castela.
Os concelhos pedem que na avaliação do rendimento individual se considere o rendimento líquido, e não o rendimento bruto, como era uso fazer-se. Pedem ainda que não se incluam os cavalos dos acontiados na avaliação dos bens para o pedido a lançar, benefício que pretendem tornar extensivo a casa, roupas de cama e de vestir daqueles indivíduos. O rei atende favoravelmente às petições.
Um capítulo foca o problema da falta de mão-de-obra rural, que se fazia sentir desde a peste; pretende-se que os «servidores» sejam obrigados a morar com seus patrões e que se distribuam os braços a quem deles mais necessitar. Outro refere o aumento de custo de vida, em especial dos produtos de primeira necessidade, que o facto de o rei abolir a amotaçaria tornara insuportável. Os restantes capítulos apresentados denotam a preocupação do restabelecimento de antigos costumes violados pelo próprio rei ou seus funcionários.